# Постојнска јама
Постојнска јама је једна од највећих геолошких атракција Словеније. Представља 20.570 m дуг систем пећина у близини Постојне и највећа је пећина у Словенији.
У тај систем спадају још Отошка, Магдаленина, Џрна и Пивка пећина. Овај систем пећина је настао под утицајем делимичне понорнице, реке Пивке, која је својим током задњих 2 милиона година, образовала његов садашњи изглед и форму. У унутрашњости пећине је температура константна и износи од 8°C до 10°C. При већим температурама би број биолошких врста био знатно већи и садашњи раст сталактита и сталагмита, од 1 cm на стотину година, би се знатно успорио.
Највећа дубина Постојнске јаме износи 115 m.

## Биологија
Постојнска пећина је богата биолошким врстама подземног света. Најпознатија је човечија рибица (лат. Proteus anguinus). Име је добила по боји, која подсећа на боју људске коже.

## Туризам
Судећи по натписима у пећини, прве посетиоце је имала још у 13. веку. Већ 1872. постављена је железничка пруга, по којој су водичи гурали возове са туристима. Пећина је електрифицирана и осветљена 1884.. Данас по пећини вози туристички воз са локомотивом. За туристе је отворено око 5.300 m пећине.

## Пећина као војно складиште
За време Другог светског рата, пећина је служила као војно складиште немачке војске. На самом улазу је било ускладиштено гориво за целу северну јадранску обалу, од Трста до Ријеке. Упркос повећаним мерама сигурности, 23. априла 1944. Војкова бригада је успела да се убаци у складиште и дигне га у ваздух. Пожар који је букнуо, горео је читаву седмицу. Од пожара поцрнеле стене су и данас видљиве на самом улазу у пећину.